# UFC 117
UFC 117: Silva vs. Sonnen fue un evento de artes marciales mixtas celebrado por Ultimate Fighting Championship el 7 de agosto de 2010 en el Oracle Arena, en Oakland, California.

## Historia
El presidente de UFC, Dana White, anunció a través de ESPN que el campeón de peso medio Anderson Silva se enfrentaría a Chael Sonnen, el 7 de agosto.
Una pelea entre Joey Beltrán y Matt Mitrione estaba programada. Finalmente la pelea se trasladó a UFC 119.

## Resultados
1. ↑  Por el Campeonato de Peso Medio de UFC.

## Premios extra
Cada peleador recibió un bono de $65,000.
- Pelea de la Noche: Anderson Silva vs. Chael Sonnen
- KO de la Noche: Stefan Struve
- Sumisión de la Noche: Anderson Silva y Matt Hughes